# Ilha Francisco Manoel
A Ilha Francisco Manoel (também conhecida como Ilha Chico Manoel) é uma ilha situada no lago Guaíba, a meio caminho entre as praias de Belém Novo e do Lami, no extremo-sul de Porto Alegre. Está englobada nos limites do bairro Boa Vista do Sul, criado oficialmente por lei em 2016. Na ilha, há um sítio arqueológico pré-colonial guarani, onde foi escavada vasta coleção cerâmica, além de material lítico e ossos humanos e animais.

## Geografia
As construções modernas do local, bem como o sítio arqueológico guarani, localizam-se na costa norte da ilha. Ao sul, não há praias, mas margens de rochas graníticas. O resto da ilha é coberto por mata fechada. A sua extremidade mais fina aponta para o Canal do Guaíba e a mais arredondada e bojuda para a Ponta dos Coatis, da qual fica a 250 metros. A área é de 214.916 m², e a circunferência, pela picada da base do morro é de 1.930 metros. A altura culminante (na estaca 15) é de 43 metros. A extensão maior da ilha é de leste a oeste, com 754 metros e a largura menor, de norte a sul, 436 metros.

## Sítio arqueológico
O sítio arqueológico da Ilha Francisco Manoel, cadastrado como RS-C.71, foi registrado em 1970 e apresenta bom estado de preservação. O sítio foi escavado em 2000 por uma equipe de estudantes da UFRGS, da PUC e da FAPA, liderados pela arqueóloga Patricia Gaulier, que publicou um artigo com os resultados da pesquisa em 2002. As datações radiocarbônicas situam o sítio no período pré-colonial, em torno do século XIV.  
Os vestígios de estruturas encontrados foram escassos, possivelmente por conta da erosão natural e antrópica. As estruturas identificadas foram uma fogueira circular com paredes de pedra (utilizada para a preparação de alimentos) e um depósito de lixo. Essas estruturas favorecem a hipótese de uma ocupação prolongada, em contraste com a possibilidade do sítio se tratar de um acampamento de caça ou pesca.  
No que diz respeito ao material lítico, a matéria-prima privilegiada é a calcedônia (em especial o quartzo e a ágata). Há mais restos de lascamento e núcleos de pedras do que artefatos propriamente ditos. A matéria-prima dos artefatos líticos, contudo, não é encontrada na região; pelo contrário, tem origem na Serra, o que indica rotas de conexão com as regiões altas do estado. Apesar do material não ser original da ilha, o lascamento foi feito lá, como pode ser observado pelo refugo do lascamento.  
As cerâmicas guaranis encontradas foram muito impactadas pela ação do tempo e, devido à sua fragmentação, não foi possível reconstruí-las. Gaulier realizou uma análise estatística dos 4500 fragmentos de cerâmica, sendo mais comuns vasilhas de uso comum, yapepó e cambuchi, usados para preparação de alimentos e para armazenar e servir líquidos.  
Os ossos recuperados do sítio estavam no depósito de lixo e foram analisados em estudo específico por André Rosa. Sobressaem os restos de mamíferos de grande e médio porte, como a queixada (Tayassu pecari), a anta (Tapirus terrestris) e o cervo-do-Pantanal (Blastocerus dichotomus) — extinto à época do contato com os europeus.  
Embora o estudo de Gaulier não tenha identificado restos de peixes ou de moluscos, Rosa identificou um peixe ósseo (bagre, Genidens sp.), bem como a concha perfurado de um gastrópode marinho (Olivancillaria urceus), provavelmente utilizada como adorno, indicando o contato com assentamentos na região litorânea. Também foram identificados ossos de uma ave (biguá, Phalacrocorax brasilianus) e de um réptil (cágado, Phrynops sp.), bem como os restos de sementes de jerivá (Syagrus romanzoffiana).  
Nos ossos animais, é possível observar fraturas antrópicas típicas da extração do tutano. De mesmo modo, em quatro ossos foram observados cortes associados "ao processamento dos animais, a exemplo da retirada do couro, desarticulação e descarne das carcaças" (Rosa, 2010, p. 114).  
Quanto aos restos humanos, foram encontrados dezessete ossos, sobretudo fragmentos do crânio, pertencentes a um único indivíduo. A presença de carbonização em alguns desses ossos pode indicar a prática de antropologia ritualística ou de ritos funerários. 

## Esportes náuticos
A ilha sempre foi um ponto de atração dos velejadores em seus passeios e excursões pelo Guaíba, pois oferece abrigo natural a todos os ventos.
Porém, seu uso indiscriminado por velejadores e aventureiros acabou causando a sua gradativa depredação. Nos anos 60, o Comodoro Mário Bento Hofmeister ouviu do ex-Comodoro Jorge G. Bertschinger que a ilha estava abandonada e que seria oportuno tentar conquistá-la para o clube Veleiros do Sul. Em entrevista com o governador Ildo Meneghetti, ele mostrou franca receptividade para a proposta. 
Assim, em 30 de junho de 1966, o governador do Estado, o secretário da fazenda Ary Burger e o secretário dos transportes Tertuliano Borfill assinaram o Decreto nº. 17.946 de concessão da Ilha Francisco Manoel pelo período de 99 anos ao Veleiros do Sul.